# Davallia
Davallia Sm. è un genere di piante dell'ordine Polypodiales, unico genere della famiglia Davalliaceae M.R.Schomb.. Vivono soprattutto in aree tropicali e subtropicali. Alcune delle numerose specie di questo genere trovano impiego ornamentale, ad esempio Davallia divaricata, con foglie lunghe fino a un metro, Davallia canariensis, Davallia mariesii - presente in Giappone ma anche in Italia - e Davallia solida.

## Tassonomia
Il genere comprende le seguenti specie:
- Davallia angustata Wall. ex Hook. & Grev.
- Davallia assamica (Bedd.) Baker
- Davallia brassii (Copel.) Noot.
- Davallia brevipes Copel.
- Davallia bullata Wall. ex Hook.
- Davallia canariensis (L.) Sm.
- Davallia chaerophylloides (Poir.) Steud.
- Davallia chingiae (Ching) Xiao D.Ma & F.G.Wang
- Davallia chrysanthemifolia Hayata
- Davallia corniculata T.Moore
- Davallia cumingii Hook.
- Davallia denticulata (Burm.f.) Mett.
- Davallia dimorpha Holttum
- Davallia divaricata Blume
- Davallia embolostegia Copel.
- Davallia epiphylla (G.Forst.) Spreng.
- Davallia falcinella C.Presl
- Davallia forbesii Gepp
- Davallia formosana Hayata
- Davallia graeffei Luerss.
- Davallia griffithiana Hook.
- Davallia heterophylla Sm.
- Davallia hookeri (T.Moore ex Bedd.) X.C.Zhang
- Davallia kansuense (Ching) Xiao D.Ma & F.G.Wang
- Davallia kinabaluensis (Copel.) C.W.Chen
- Davallia leptocarpa Mett.
- Davallia mariesii H.J.Veitch
- Davallia multidentata Hook.
- Davallia napoensis F.G.Wang & F.W.Xing
- Davallia parvula Wall. ex Hook. & Grev.
- Davallia pectinata Sm.
- Davallia pentaphylla Blume
- Davallia perdurans Christ
- Davallia platylepis Baker
- Davallia pusilla Mett.
- Davallia pusilloides (Copel. ex Alderw.) Parris
- Davallia repens (L.f.) Kuhn
- Davallia rouffaeriensis Noot.
- Davallia seramensis M.Kato
- Davallia sessilifolia Blume
- Davallia sessilifolioides M.Kato
- Davallia similis (Copel.) C.W.Chen
- Davallia sinensis (Christ) Ching
- Davallia solida (G.Forst.) Sw.
- Davallia speciosa Mett.
- Davallia subvestita (C.Chr.) Parris
- Davallia tasmanii Field
- Davallia trichomanoides Blume
- Davallia triphylla Hook.
- Davallia tyermannii (T.Moore) H.J.Veitch
- Davallia undulata (Alderw.) Noot.
- Davallia wagneriana Copel.